# Кынин, Николай Дмитриевич
Никола́й Дми́триевич Кы́нин (1890, Никольское, Владимирская губерния — 1916, Восточный фронт Первой мировой войны) — русский футболист, играл на позиции полузащитника. Участник Олимпийских игр 1912.

## Карьера

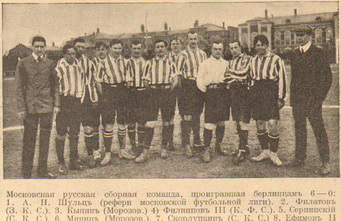
Московская русская сборная, Кынин третий слева

Начал карьеру в клубе ОКС, из родного села Никольское, а затем выступал за «Клуб спорта Орехово» из Орехово-Зуево, который состоял из футболистов, работающих на фабрике Викулы Морозова. Играл Кынин и в первом матче клуба, 30 августа 1909 года в 15.00 «Орехово» играло против клуба «Сокольников» и проиграло 1:2. В составе команды Кынин выиграл и первый в истории чемпионат Московской футбольной лиги в 1910 году, повторив этот успех ещё три раза подряд.
Играл Николай Кынин и за сборную Москвы. 12 сентября 1910 года в составе сборной проиграл сборной Петербурга 0:2, а через 2 дня победили ту же команду со счётом 3:0. 13 сентября 1911 года сборная Москвы, с Кыниным в составе, проиграла сборной Берлина 0:6, 15 апреля 6:3, а через несколько дней 4:2.
В сборной России дебютировал 30 июня 1912 года на Олимпийских играх в Стокгольме в матче против Финляндии. Участие Кынина в сборной подвергалось наибольшему сомнению, как футболиста не из столиц, ведь Орехово-Зуево не было частью Москвы, потому, чтобы выяснить окончательный состав проводились матчи двух вариантов сборной, во втором 14 мая играл Кынин, который в той игре получил травму, вывихнув сустав ноги после падения, а его команда проиграла 4:5, но всё же он был взят на Олимпиаду.
Один из организаторов футбольной лиги Орехово-Зуево.
Четырёхкратный чемпион Москвы (1910-1913). Серебряный призёр чемпионата Российской империи (1912).
Погиб на фронте Первой мировой войны.

## Статистика
| Матчи Кынина за сборную России | Матчи Кынина за сборную России | Матчи Кынина за сборную России | Матчи Кынина за сборную России | Матчи Кынина за сборную России | Матчи Кынина за сборную России |
| Дата                           | Место проведения               | Оппонент                       | Счёт                           | Голы                           | Соревнование                   |
| ------------------------------ | ------------------------------ | ------------------------------ | ------------------------------ | ------------------------------ | ------------------------------ |
| 30 июня 1912                   | Стокгольм                      | Финляндия                      | 1-2                            | -                              | Олимпиада 1912                 |
| 14 июля 1912                   | Москва                         | Венгрия                        | 0-12                           | -                              | Товарищеский матч              |

## Достижения
Москва
- Серебряный призёр чемпионата Российской империи: 1912
- Чемпион Москвы (4): 1910, 1911, 1912, 1913
- Бронзовый призёр чемпионата Москвы: 1909